# Dalí Universe

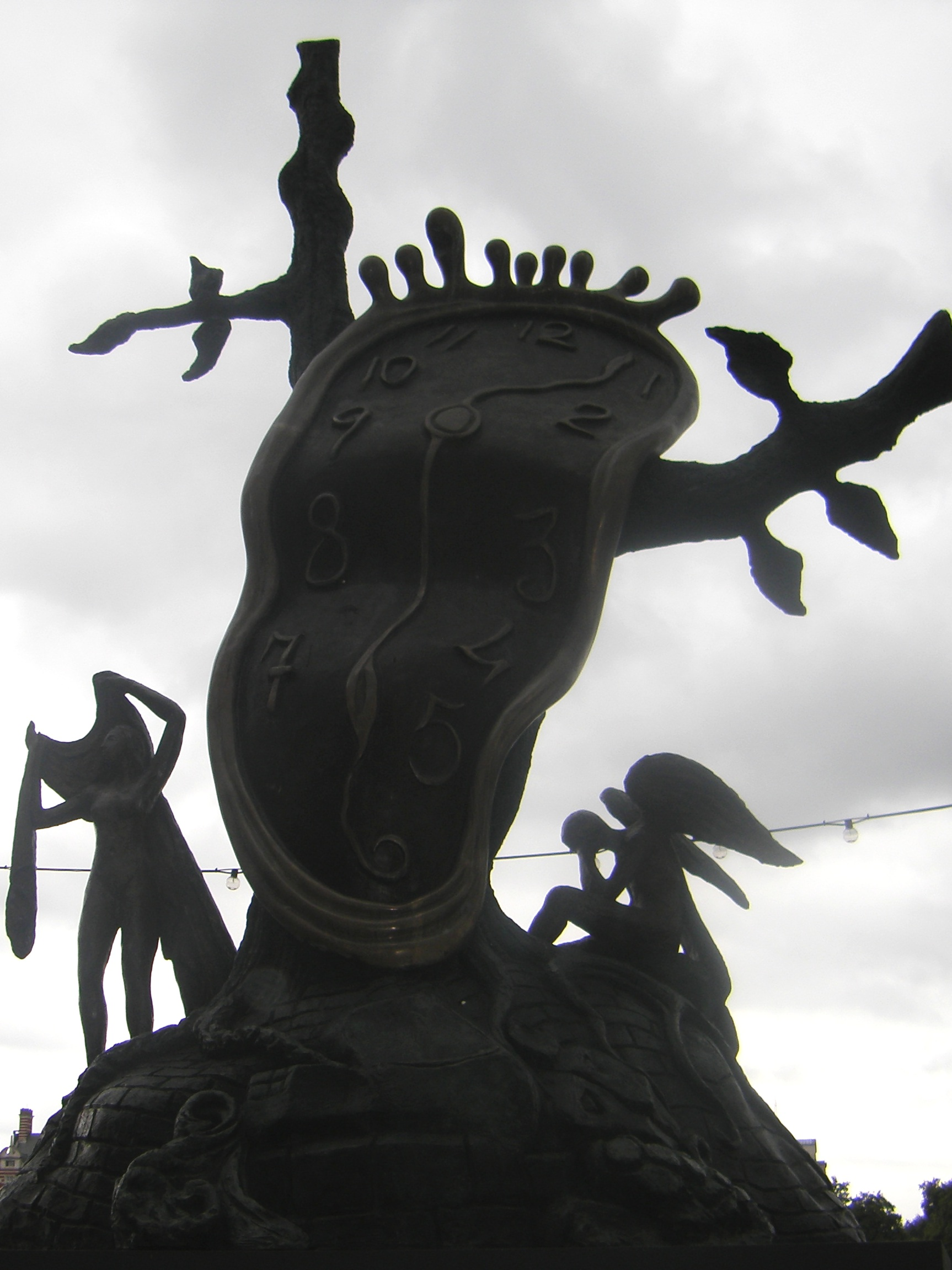
Rzeźba Nobility of Time

Dalí Universe (Wszechświat Dalego w Londynie) – stała wystawa dzieł sztuki hiszpańskiego twórcy surrealistycznego Salvadora Dalí, która mieści się w galerii w londyńskim County Hall. Otwarta w 2000 roku, zawiera ponad 500 dzieł, w tym rzeźby z lat 1935–1984, rysunki, litografie, przedmioty ze złota i szkła oraz kolekcję mebli. Twórcą wystawy był Beniamino Levi, który pracował z Dalí na rozwojem jego rzeźb.
Zasadniczo Dali Universe jest częścią wystawy w County Hall Gallery, ale jest znacznie lepiej znany pod własną nazwą.
Wystawa została zamknięta w 2010 r.

## Zobacz
- Trójkąt Dalego